# Gainesite
La gainesite è un minerale appartenente al gruppo omonimo.